# Villa Walhall

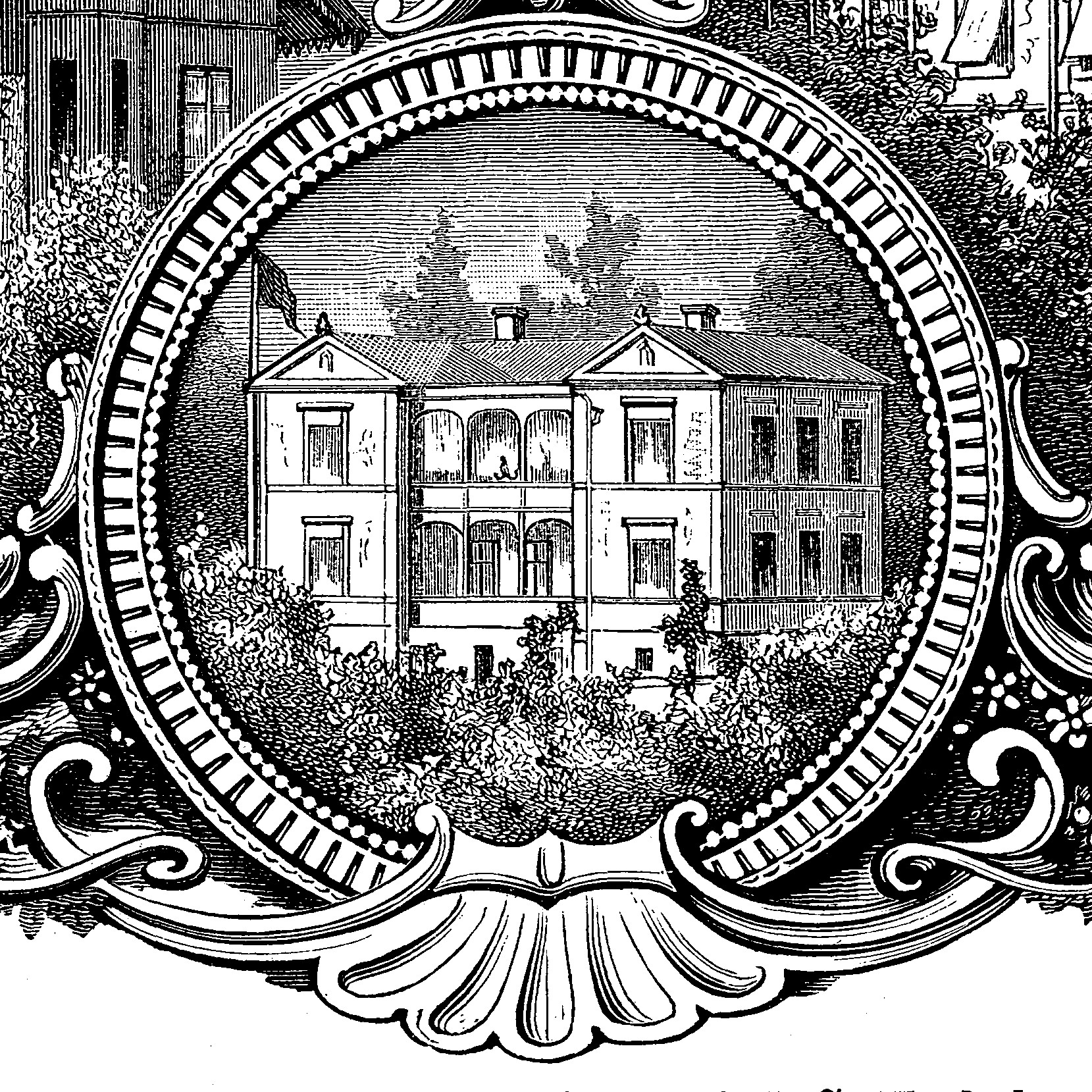
Villa Walhall illustrerad i Svenska Familj-Journalen 1881

Villa Walhall (ibland även stavat Villa Valhall) är en byggnad i kvarteret Lönnen 2 i Mariekälla i Södertälje. Villan uppfördes 1875 av ingenjören Ludvig Jerving. Den ansågs så typisk för badortstidens Södertälje att den avbildades i ett reportage i Svenska Familj-Journalen 1881.
Villan är en tvåvåningsbyggnad med gula putsade fasader, omgiven av en stor tomt med bevarat uthus.